# Maybach W3
La Maybach W3 o 22/70 PS (vedi foto) era un'autovettura di lusso prodotta dal 1921 al 1928 dalla casa automobilistica tedesca Maybach-Motorenbau.

## Storia e profilo
La storia della W3 va fatta risalire alle difficoltà economiche in cui venne a trovarsi all'inizio degli anni venti del Novecento un'altra Casa automobilistica, la olandese Spyker. Quando questa, dopo aver ordinato all'azienda di Karl Maybach una fornitura di ben 1000 motori per auto, si ritrovò non più in condizioni di pagarli, Karl Maybach fu costretto a costruire centinaia di autotelai per poter utilizzare questi motori. La vettura che ne derivò fu battezzata W3. Il primo esemplare della W3 fu presentato nel settembre del 1921 al Salone di Berlino. La vettura proponeva alcune novità tecniche, come il motore con accensione a doppia candela ed il cambio epicicloidale a due marce (più la retromarcia).
Il motore era un 6 cilindri in linea da 5740 cm³ in grado di erogare una potenza massima di 70 CV a 2200 giri/min.
Il telaio era in acciaio pressato con profilo ad U, le sospensioni erano ad assale rigido su entrambi gli assi, con molle a balestra, ed i freni erano a tamburo sulle quattro ruote, con comando a cavo. A proposito di freni, la W3 può essere considerata come la prima auto tedesca dotata di freni sulle quattro ruote, ed inoltre disponeva anche di uno dei primissimi ripartitori di frenata della storia.
La velocità massima che la W3 poteva raggiungere era compresa tra i 105 ed i 110 km/h, e poteva variare soprattutto in funzione della carrozzeria che il cliente desiderava montare sul pesante ed imponente autotelaio (solo quest'ultimo pesava 1.650 kg): infatti, sono esistite W3 con carrozzeria roadster, ma anche torpedo e limousine. Si trattava in ogni caso di vetture per pochi facoltosissimi clienti disposti a sborsare una fortuna. Basti pensare che il solo autotelaio costava all'epoca 22.660 marchi e che per la vettura finita si poteva arrivare anche a ben 13 000 marchi in più.
La produzione della W3 terminò nel 1928, dopo aver totalizzato 400 esemplari: non vi sarebbe stata un'erede diretta della W3, poiché gli altri modelli sono appartenuti tutti ad una fascia di mercato ancora più esclusiva.